# Paradoxo de Ellsberg
Na teoria da decisão, o paradoxo de Ellsberg (ou paradoxo de Ellsberg) é um paradoxo no qual as decisões das pessoas são inconsistentes com a teoria subjetiva da utilidade esperada. Daniel Ellsberg popularizou o paradoxo em seu artigo de 1961, "Risk, Ambiguity, and the Savage Axioms". John Maynard Keynes publicou uma versão do paradoxo em 1921. Geralmente é considerado evidência de aversão à ambigüidade, na qual uma pessoa tende a preferir escolhas com riscos quantificáveis em detrimento daquelas com riscos desconhecidos e incalculáveis.

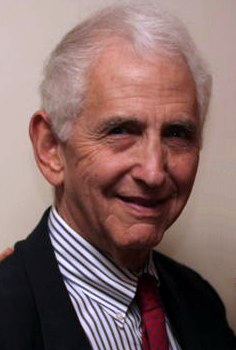
Daniel Ellsberg em 2006

As descobertas de Ellsberg indicam que escolhas com um nível subjacente de risco são favorecidas em casos em que a probabilidade de risco é clara, em vez de casos em que a probabilidade de risco é desconhecida. Um tomador de decisão favorecerá esmagadoramente uma escolha com uma probabilidade transparente de risco, mesmo em casos em que a alternativa desconhecida provavelmente produzirá maior utilidade. Quando oferecidas escolhas com risco variável, as pessoas preferem escolhas com risco calculável, mesmo quando têm menos utilidade.